# Gaberovo
Gaberovo (bulgariska: Габерово) är ett distrikt i Bulgarien.   Det ligger i kommunen Obsjtina Pomorie och regionen Burgas, i den östra delen av landet, 300 km öster om huvudstaden Sofia.
Trakten runt Gaberovo består till största delen av jordbruksmark. Runt Gaberovo är det ganska tätbefolkat, med 60 invånare per kvadratkilometer.